# Villa Medicea di Castello

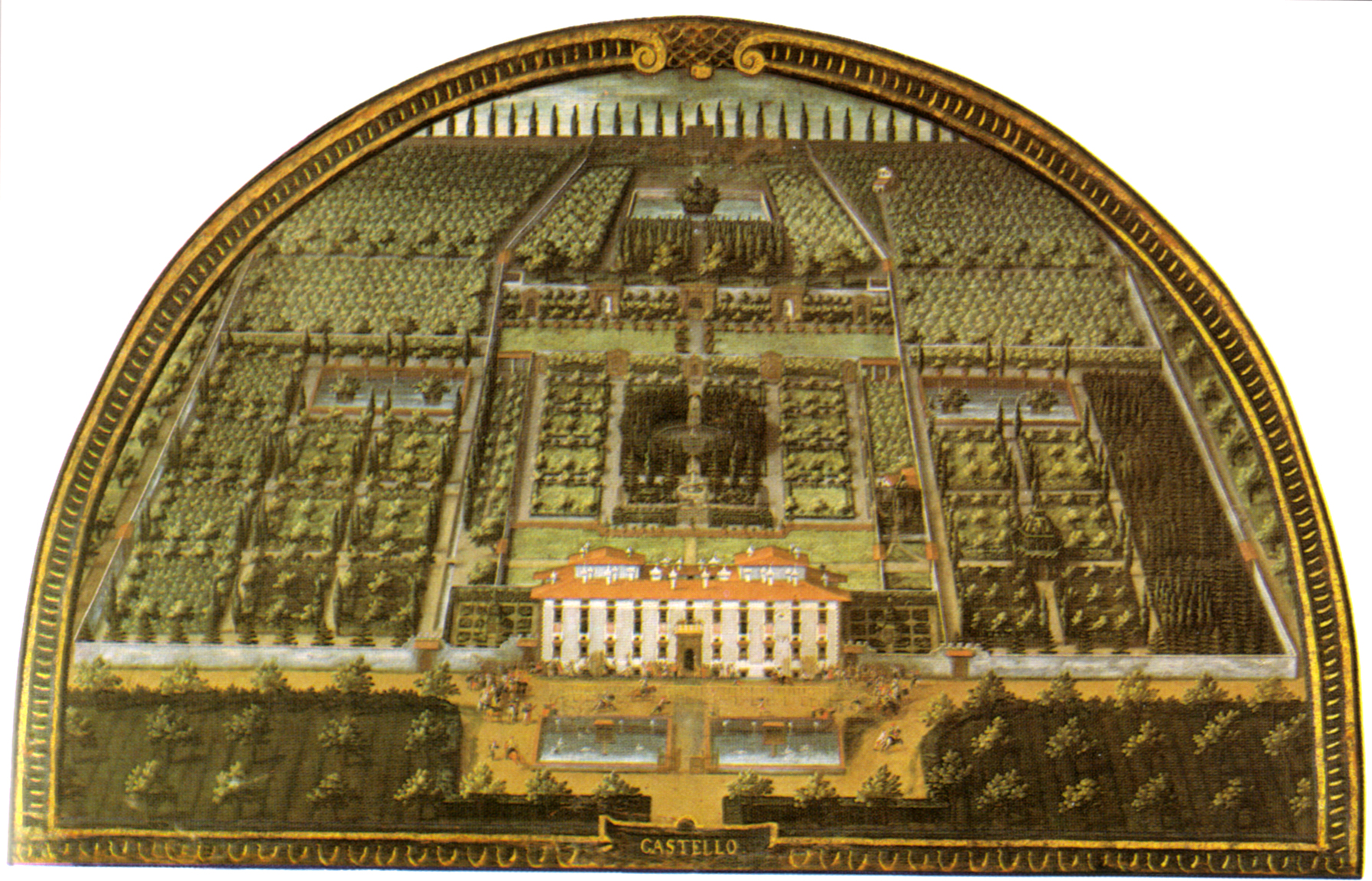
La Villa di Castello, médaillon de Giusto Utens, Museo di Firenze com'era

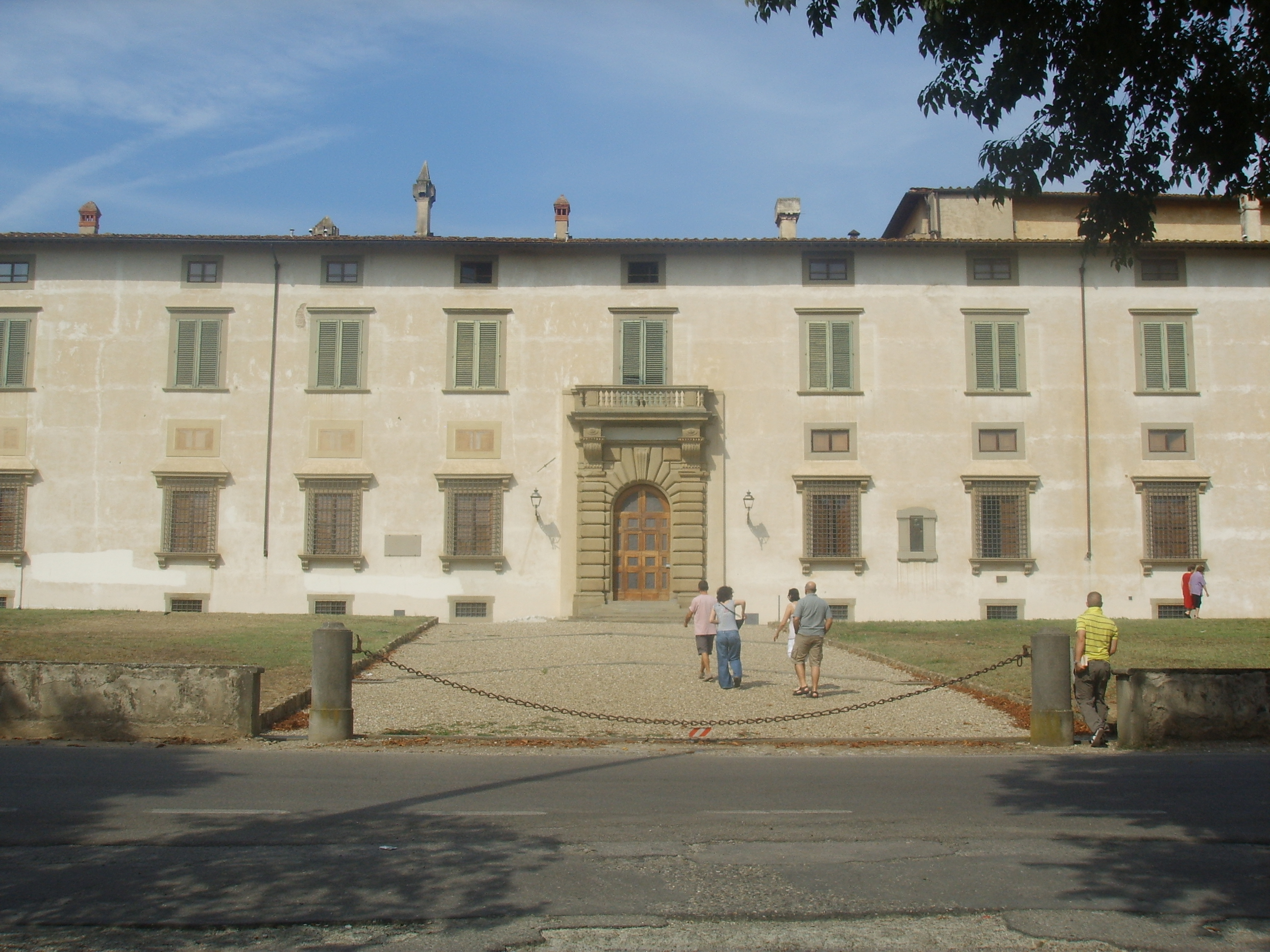
La façade

La Villa Medicea di Castello  est une villa médicéenne qui se situe dans la zone collinaire de Castello à Florence.
La villa, qui datait du XIVe siècle, fut acquise à la famille De Stufa vers 1480, par Lorenzo et Jean le Popolano, appartenant à la branche « populaire » de la famille Médicis, qui l'agrandirent et l'enrichirent d'œuvres d'art. Lorenzo, fut un des plus grands commanditaires de Sandro Botticelli : il lui commanda  La Naissance de Vénus (1485) pour décorer cette villa, après avoir reçu pour son mariage, de Laurent le Magnifique son cousin et son tuteur, le Printemps et Pallas et le Centaure, de grandes peintures maintenant aux Offices.
À la mort de Jean, la Villa a été transmise par héritage à  la veuve et à son fils Jean des Bandes Noires qui y  résida avec sa femme Maria Salviati et son fils Cosme. À l'époque, la villa était constituée d'une cour, d'une sala terrena avec loggiato, de cuisines et d'étables.
En avril 1527, de duc d'Urbin établissait son quartier général dans la villa : il dirigeait une armée composée de soldats, papistes et français, que Clément VII et François Ier avaient envoyé en aide à Florence, menacée par Charles Quint.
En 1529, les Otto di Guerra e di Balia  commandèrent de détruire les récoltes, maisons, villas, églises, murs et arbres autour de la ville, pour empêcher  l'ennemi de trouver des vivres, logements, constructions à fortifier : même les habitants du château durent évacuer le bourg et courir à Florence. La villa fut pillée et incendiée pendant le siège de Florence (1529-1530), comme la presque totalité des autres structures extra-muros, mais avec des dégâts mineurs pour la villa.
En 1538, Cosme, devenu Grand-Duc, fit restructurer la villa par Giorgio Vasari et commissionna  Niccolò Tribolo pour le projet du jardin, un jardin à l'italienne qualifié par Vasari de  ricchi giardini d'Europa.
La villa passa aux mains de  Ferdinand Ier de Médicis, le fils de  Cosme, qui la compléta entre 1588 et 1595, puis à Cosme III de Médicis qui y avait ses collections de tableaux de natures mortes.
Au maximum de sa splendeur, la villa fut visitée deux fois par Michel de Montaigne (en 1580 et en 1581), et une fois par Joseph Furttenbach.
Aujourd'hui la villa, est appelée Villa Reale,  l'Olmo ou le Vivaio, et n'est pas ouverte au public car elle héberge l'Accademia della Crusca. Le jardin est géré par la Soprintendenza pour le pôle muséal de Florence.
Son jardin à l'italienne a été dessiné par Le Tribolo et on y trouve la statue d'Hercule et Antée sculptée par Bartolomeo Ammannati.

## Œuvres déplacées
- La Vierge à l'Enfant avec les prophètes et saint Jean Baptiste (tempera sur bois, 170 cm × 117,5 cm), aurait été réalisée selon Vasari, à l'intention de Laurent le Magnifique, vers 1495. Elle est conservée aujourd'hui au Musée des Offices depuis le 16 juillet 1799[2].

Cosme III commanda pour sa décoration, des natures mortes représentant la flore à Bartolomeo Bimbi. Celles pour le pavillon de chasse de la Topaia, sur les hauteurs de la résidence, décrivaient très précisément les différentes variétés de fruits. La plupart de ces œuvres se trouvent aujourd'hui dans le musée de la nature morte qui occupe le second et dernier étage de la Villa médicéenne de Poggio a Caiano. Il avait également dans la collection de cette Villa, une œuvre d'Andrea Scacciati, représentant un vase avec des fleurs, aujourd'hui au palais Pitti.

## Sources
- (it) Cet article est partiellement ou en totalité issu de l’article de Wikipédia en italien intitulé « Villa medicea di Castello » (voir la liste des auteurs).